# Kötterner Porschel

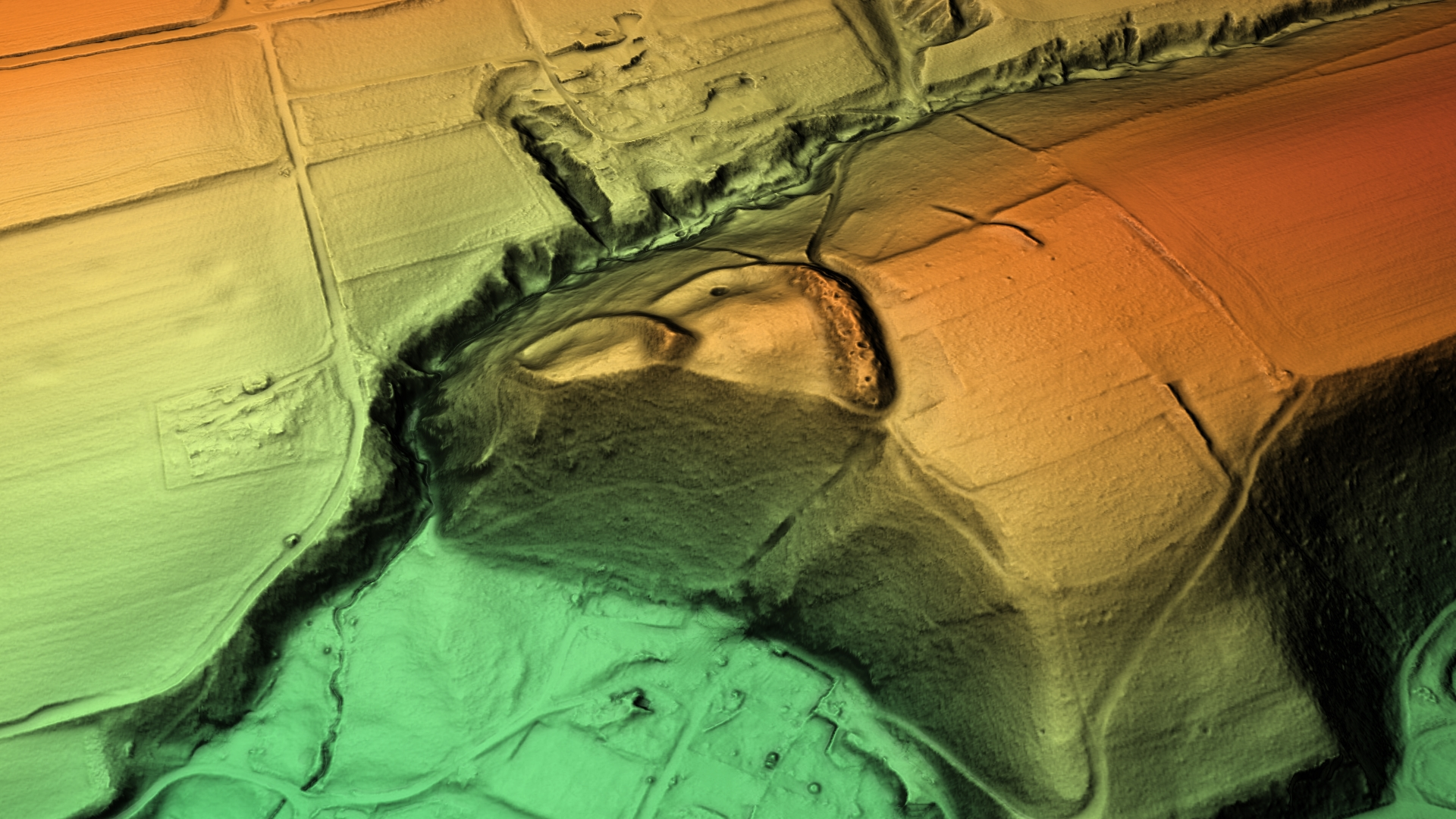
3D-Ansicht des digitalen Geländemodells

Der Porschel bei Köttern, Ortsteil von Seelitz (Landkreis Mittelsachsen), ist eine slawische Burganlage mit dreifach gestaffelter Wallanlage.

## Lage
Der Porschel befindet sich unweit der B 175, 600 m südlich von Köttern und 400 m nördlich von Döhlen. Die Anlage befindet sich auf einem bewaldeten, natürlichen Bergsporn, der in einer Südwest-Nordost-Achse liegt.
Geupel beschreibt die Lage so (Zitat): "500 m südsüdöstlich von Köttern zwischen Ortsteil Neudörfchen und dem ehemaligen Gut Neutaubenheim auf einem nach Westen gerichteten Bergsporn zwischen Barschelgrund und Aubach".

## Beschreibung
Drei Wall-Graben-Anlagen sind nach Nordosten und Norden ausgerichtet. Nach Süden und Westen bildet das steil zu einem Bach abfallende Gelände ein natürliches Hindernis. Auf dem Gelände der Anlage befindet sich mindestens ein Krater eines Bombeneinschlages aus dem Zweiten Weltkrieg mit entsprechenden Lesefunden von Metallsplittern.